# بولنت ایگون
بولنت ایگون (انگلیسی: Bülent Uygun؛ زادهٔ ۱ اوت ۱۹۷۱) بازیکن سابق و مربی فوتبال اهل ترکیه است.
از باشگاه‌هایی که در آن بازی کرده‌است می‌توان به باشگاه فوتبال سیواس‌اسپور، ترابوزان‌اسپور، فنرباغچه اشاره کرد.
وی همچنین در تیم ملی فوتبال تیم ملی فوتبال ترکیه بازی کرده‌است.